# Paso de Come-Caballos
El Paso de Come-Caballos (28°11′00″S 69°23′00″O / -28.18333, -69.38333) es un collado cordillerano que se encuentra en el centro oeste de la Provincia de La Rioja (Argentina) y al este de la Región de Atacama. Comunica a la República Argentina con Chile.
Llamado también Barrancas Blancas, el paso es un gran corredor ventoso, una pampa en los 4.330 m s. n. m., en la confluencia del meridiano 69° 20’ y del paralelo 28°. Se ha especulado que este paso fue el usado, en 1536, por el ejército de Diego de Almagro en la primera expedición española al noroeste argentino y chileno. En ambos lados de la cordillera, aún son visibles en forma intermitente vestigios de caminos incas y reconocibles las ruinas de los tambos de apoyo.
En 1817, por este paso avanzaron 130 soldados del ejército sanmartiniano al mando de Francisco Zelada y Nicolás Dávila, acompañados por 200 milicianos. Su misión era ocupar la Provincia de Coquimbo, en particular la ciudad de Copiapó en nombre del Estado de Chile, por lo que los emigrados chilenos que los acompañaban llevaban la bandera chilena. Alcanzaron su objetivo sin combatir.